# Прапор Нікопольського району
Пра́пор Ні́копольського райо́ну затверджений 2 жовтня 2004 р. рішенням № 193-17/XXII сесії Нікопольської районної ради.
Автори — В. Д. Валсамаки, В. І. Живогляд.

## Опис
Прямокутне полотнище зі співвідношенням сторін 2:3 складається з двох вертикальних смуг: синьої від древка (завширшки 1/3 ширини прапора) та малинової з вільного краю, на лінії розділу смуг — стилізований жовтий колосок у вигляді пекторалі, рівновіддалений від верхнього й нижнього краю прапора.